# Paranthura longa
Paranthura longa är en kräftdjursart som beskrevs av Johann-Wolfgang Wägele 1985. Paranthura longa ingår i släktet Paranthura och familjen Paranthuridae.
Artens utbredningsområde är havet kring Nya Zeeland. Inga underarter finns listade i Catalogue of Life.